# Бейнс, Джордж
Джо́рдж Ри́чард Бе́йнс — (англ. George Richard Bayness, также Его́р Ри́чардович Бе́йнс, 1888 — апр.1916) — английский футболист, вратарь и нападающий, футбольный организатор и арбитр ФИФА.
Выступал за московские команды «Британский клуб спорта», «Даниловский клуб спорта» и «Замоскворецкий клуб спорта».
Бейнс приехал в Россию за «длинным рублём» и устроился ткацким мастером на «Даниловскую мануфактуру». Благодаря своим британским корням стал играть за команду «Британский клуб спорта». Но уже в 1907 году организовал при мануфактуре — «Даниловский клуб спорта», который просуществовал до 1909 года.
3 декабря 1909 года Бейнс создал новый клуб — «Замоскворецкий клуб спорта» (ЗКС). 11 февраля 1910 года часть игроков из «Даниловского клуба спорта» и пять англичан провели первую тренировку. Финансовая помощь клубу оказывалась «Даниловской мануфактурой», заводом Гоппера, Рябовской мануфактурой бумажных изделий, товариществом «Эмиль Циндель», АО «Фарбверке и K°» и многими другими. ЗКС был одним из ярчайших представителей футбола в Даниловском районе, который с другими клубами, впоследствии дал жизнь торпедовской команде.
Летом 1910 года было проведено учредительное собрание Московской футбольной лиги и Бейнс вошёл в состав комитета МФЛ.
В 1911 году Бейнс завершил с карьерой футболиста и стал футбольным арбитром, что было замечено в Великобритании. В 1912 году судейский комитет Английской футбольной ассоциации назначил его международным судьёй в составе судей Международной футбольной ассоциации (ФИФА). Он ушёл из активного международного судейства в том же году.

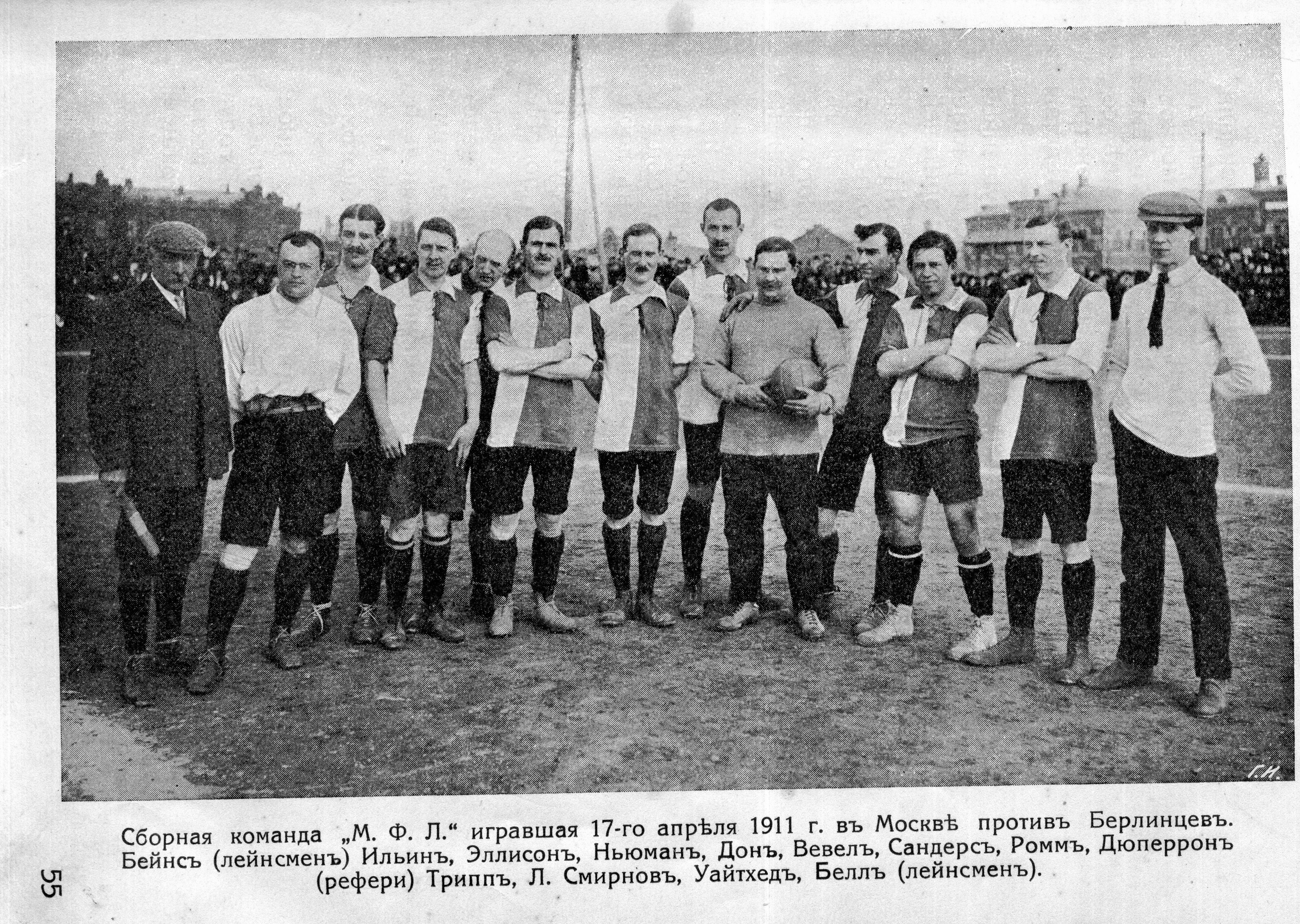
Сборная команда Московской футбольной лиги 17 апреля 1911 года. Бейнсъ (лайнсмен) — крайний слева

## Достижения
- Вице-чемпион Московской футбольной лиги: 1911

## Судейская карьера
| 5 мая [18 мая] 1912 | Российская империя (сб.Москвы) | 1:1   | Финляндия       | Москва                                                      |
| товарищеский матч   | Лёфгрен 3′ (авт.)              | отчёт | 13′ (авт.) Ромм | Стадион: Площадка клуба «Юнион» Зрителей: 3000 Судья: Бейнс |

| 20 июня [2 июля] 1912 | Норвегия          | 2:1   | Российская империя | Стокгольм                                                   |
| товарищеский матч     | Педерсен 35′, 85′ | отчёт | 55′ Житарев        | Стадион: Транебергс Идроттсплатц Зрителей: 300 Судья: Бейнс |

| 29 июня [12 июля] 1912 | Российская империя (сб.Московской футбольной лиги) | 0:9   | Венгрия                                                                      | Москва                                            |
| товарищеский матч      |                                                    | отчёт | 10′, 42′, 50′, 77′ (пен.) Патаки · 44′, 59′ Шлошер-Лакатош · 48′, 54′ Кертес | Стадион: Площадка СКС Зрителей: 3000 Судья: Бейнс |